# غازانچی
غازانچی (به ارمنی: Ղազանչի) یک شهرک در ارمنستان است که در استان شیراک واقع شده‌است. در کیلومتری شمال گیومری، مرکز استان شیراک واقع شده‌است.

## خصوصیات
غازانچی ۵۷۱ نفر جمعیت دارد و در ارتفاع متر بالاتر از سطح دریا قرار گرفته‌است.
| سال   | ۱۸۷۳ | ۱۸۹۷ | ۱۹۲۶ | ۱۹۳۹ | ۱۹۵۹ | ۱۹۷۰ | ۱۹۷۹ | ۲۰۰۱ | ۲۰۰۴ |
| جمعیت | ۳۵۱  | ۷۸۶  | ۱۱۵۲ | ۱۴۰۸ | ۸۲۸  | ۵۵۸  | ۵۶۴  | ۵۷۱  | ۵۲۵  |